# Профессиограмма
Профе́ссиогра́мма (от лат. Professio — специальность + Gramma — запись) — система признаков, описывающих ту или иную профессию, а также включающая в себя перечень норм и требований, предъявляемых этой профессией или специальностью к работнику.
В частности, профессиограмма может включать в себя перечень психологических характеристик, которым должны соответствовать представители конкретных профессиональных групп.
Помимо вышеперечисленного, профессиограммы зачастую используют при разработке антикризисной кадровой политики.